# Nanti
El nanti és una llengua arawak parlada per aproximadament 250 persones al sud-est de l'Amazònia peruana, principalment en una sèrie de petites comunitats situades a prop de la capçalera dels rius Camisea i Timpía. Pertany a la branca kampa de la família <rawak, i està més estretament relacionada amb machiguenga, amb la qual és parcialment intel·ligible mútuament.
La llengua també s'anomena de vegades Kogapakori (variants: Cogapacori, Kugapakori), un terme pejoratiu d'origen matsigenka que significa "persona violenta".